# Улица Якуба Коласа (Киев)
Улица Якуба Коласа — улица в Святошинском районе города Киева, жилой массив Никольская Борщаговка. Пролегает от улицы Героев Космоса до бульвара Жюля Верна.
Присоединяются улицы Гната Юры, Академика Киприанова и Дмитрия Чижевского.

## История
Запроектирована в середине 1960-х годов как сочетание 17-й Новой и 18-й Новой улиц. Современное название — в честь выдающегося белорусского прозаика и поэта Якуба Коласа — с 1967 года.
В 1975 году были построены одни из первых высотных домов серии КТ (Коласа 13). Здесь дома имеют ещё нетипичные для серии КТ угловые выступы на краях дома, исчезнувших в более поздних версиях.

## Учреждения
- Отделение связи № 146 (д. № 8)
- Отдел ЗАГС Святошинского района (д. № 6)
- Суд Святошинского района (д. № 27-А)